# Lettres à Atticus
Lettres à Atticus (titre original Epistulae ad Atticum) est un recueil de lettres écrites par Cicéron entre 68 et 43 av. J.-C. à son ami Atticus.

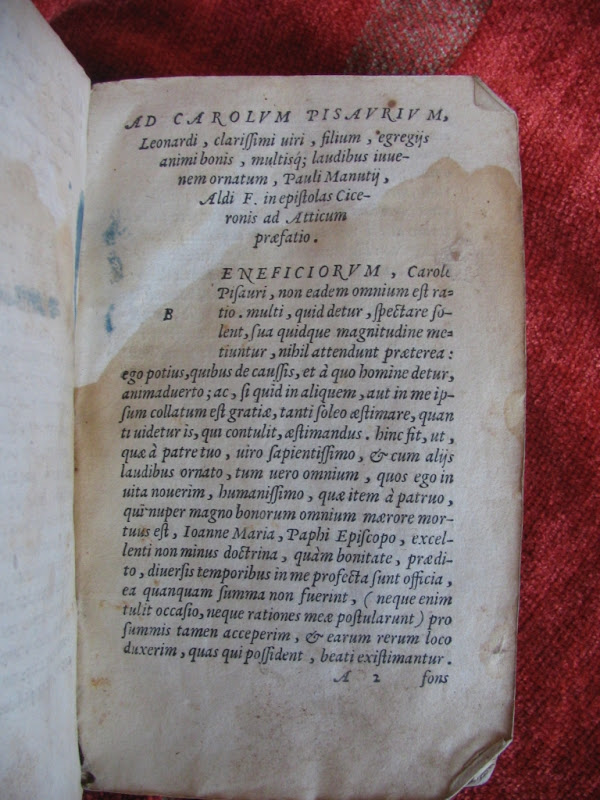
Première page de l'édition imprimée à Venise par Paolo Manuzio en 1558

## Description et histoire
Le recueil Epistulae ad Atticum comporte 16 livres, et a été publié avant 66 par l'éditeur et homme d'affaires romain Atticus, destinataire de cette correspondance de Cicéron dont il fut l’ami fidèle et le confident. « Plus que de tous les autres, Atticus a été aimé de Cicéron qui n’eut pas même pour son frère Quintus une affection plus vive et plus étroite » dit Cornélius Népos son collaborateur et biographe. De cette amitié quotidienne, il reste 454 lettres à Atticus (sur les 813 lettres de Cicéron qui nous sont parvenues) qui tiennent du journal intime et concernent les questions les plus diverses. Cornélius Népos déclara que Atticus avait rassemblé la correspondance en 11 livres.
C'est François Pétrarque qui fit connaître la version des Lettres à Atticus de Cicéron conservée dans un manuscrit découvert en 1345 dans la bibliothèque capitulaire de Vérone, dont il se fit faire une copie. Cette copie fut utilisée par les éditions importantes de ces œuvres comme celle de Paolo Manuzio au XVIe siècle. L'original et la copie de Pétrarque sont maintenant perdus, mais une copie faite pour Coluccio Salutati est conservée dans la bibliothèque Laurentienne de Florence.